# Графство Едеса
Графство Едеса е кръстоносна франко-арменско-сирийска държава със столица град Едеса, днешна Шанлъурфа, Турция. Просъществувала между 1098 и 1149 г., феодалната държава е създадена по франкски образец и законодателство от Балдуин дьо Булон и Танкред Галилейски по време на Първия кръстоносен поход.

## Предистория
По това време Едеса е център на самостоятелно полунезависимо арменско-византийско княжество, намиращо се във васална зависимост спрямо селджуците, но се ръководи от арменски фамилии. Градът е център на интелектуален живот, свързан със сирийската православна църква. Там се превеждат гръцки философи на сирийски език, което е стъпка към последвалите преводи на арабски. Когато пристигат кръстоносците, Едеса е важен град.
Арменското население чувствително доминира над гръцко-византийските и турски граждани в Едеса, а начело на града е арменецът Торос. Въпреки това той няма подкрепата на арменските си съграждани-монофизити, тъй като за разлика от тях изповядва православното Верую за дуалистичната Божия природа.

## Основаване
След преминаването на кръстоносния поход през Мала Азия през октомври 1097 г. Танкред и Балдуин Булонски се отделят от основната кръстоносна армия и поемат самостоятелно през Киликия към река Ефрат в търсене на нови собствени феодални владения. С подкрепата на местното арменско население те покоряват Киликия и достигат на изток до Едеса. Торос Едески ги приема, защото се надява кръстоносците да подсилят гарнизона срещу селджукските турци. Балдуин се отзовава и бързо печели позиции, заплашвайки че ако си тръгне и се присъедини отново към кръстоносците, градът ще бъде опустошен. Така в крайна сметка Балдуин принуждава бездетния наместник Торос да го осинови и обяви за свой наследник. Скоро след това, на 9 март 1098 г., Торос е убит при размирици, като не е изключено това да е станало със съучастието на Балдуин, който получава властта и започва да се титулува граф на Едеса. Той приема само графско достойнство, тъй като в съответствие с действащите феодални правила Балдуин няма право на по-висока титла от графската. Това се отнася за него като граф в собствената си родѝна (Граф на Вердюн), по-малък брат на наследствен херцог (Балдуин е по-малък брат на Годфроа дьо Буйон, водач на похода и овластен от Свещения римски император херцог на Долна Лотарингия). На практика обаче в условията на кръстоносната война графство Едеса е типично феодално княжество със собствена икономика, дипломация и военни сили.
Междувременно първата съпруга на Балдуин е починала и той се жени за Арда Арменска, дъщеря на Торос, с което печели симпатиите на местното арменско население. Освен това успешно отблъсква всички мюсюлмански нападения и му се удава да разшири владенията си до бреговете на река Ефрат. Той вече планира да завладее и Диарбекир, когато научава за смъртта на брат си Годфроа, първия крал на Йерусалим; това подтиква Балдуин да замине за Йерусалим, оставяйки графството на грижите на братовчед си Балдуин де Бурк, по-късно наречен Балдуин II.

## Разцвет и упадък
Графството претърпява бърз възход в края на XI и началото на XII век. Това се свързва и с няколко успешни и разумно организирани навременни военни кампании, които Балдуин провежда срещу съседите си. Насочени главно срещу селджуците-Данишменди, те водят до чувствително увеличение на територията на Едеското графство. Така след неуспешния поход на Боемунд I Антиохийски срещу Мелитена, където той е разгромен и попада в плен, Балдуин дьо Булон успява да обере плодовете на неговите усилия и печели васално сюзеренство над града на арменеца Гавраил.
Кръстоносният поход води до освобождението и формирането на няколко чисто арменски християнски княжества, с които е свързана по-нататъшната история и дипломация на графство Едеса. Много арменски аристократични фамилии дават дъщерите си за жени на франките, в това число и за короновани графини.
Едеса е най-слабо населената и най-северната от кръстоносните държави, и постоянно е атакувана от заобикалящите я мюсюлмански държави, управлявани от Ортокиди, Данишменди и селджукски турци. Граф Балдуин II и бъдещият му приемник, Жослен дьо Куртене са пленени в битката при Харан през 1104 г. Графството успява все пак да спечели победа при Азас през 1125 г., но след смъртта на Жослен през 1131 г. (в една от поредните битки), неговият наследник Жослен II е принуден да сключи съюз с Византия.
През 1143 г. умират и византийският император Йоан II Комнин, и йерусалимският крал Фулк Младия (херцог на Анжу). В същото време Жослен II е в раздори с владетелите на княжество Антиохия и графство Триполи и на практика остава без съюзници.
Междувременно, през 1128 г., селджукът Имад ад-Дин Зенги, атабег на Мосул, присъединява Алепо (дн. Халеб) към владенията си. След неговото падане и Зенги, и Балдуин II насочват вниманието си към самия Дамаск – през 1129 г. кръстоносците са разбити пред стените на града. Буридите по-късно се съюзяват с крал Фулк (договорът е уреден от хрониста Усама ибн Мункид) – при двете неуспешни обсади на Дамаск от Зенгидите през 1139 и 1140 г.

### Падането на Едеса
В края на 1144 г. Жослен II се съюзява с Ортокидите. Той се присъединява с почти цялата си армия към предводителя им – Кара Аслан, в похода му срещу Алепо. Същевременно Имад ад-Дин Зенги, търсещ изгода от смъртта на крал Фулк, използва момента и провежда мълниеносна кампания по завземане на укрепените градове на север от Едеса. На 28 ноември 1144 г. обсажда и самата Едеса, чиято защита в отсъствието на Жослен II се поема от латинския архиепископ Юг. Зенги предприема бързи действия: строеж на дървени кули, прокопаване на тунели, бомбардиране. На 24 декември една подкопана крепостна стена рухва, щурмуващите проникват в града и подлагат населението на масова сеч. Жителите се втурват към цитаделата, но нейните врати са заключени и всички загиват, включително и архиепископът, издал заповедта. На 26 декември, след близо едномесечна обсада, градът се предава. Убити са 15 000 души, градът е оплячкосан, латинските църкви и множество манастири са разрушени. От Йерусалим са изпратили на помощ Манасий Хиергски, Филип дьо Мили и други рицари, но те пристигат твърде късно.
Жослен II продължава да управлява останките на графството от крепостта Турбесел. Малко по малко, земите са продадени на византийците или просто завладени от тях.
В същото време Имад ад-Дин Зенги е възхвален като защитник на вярата и al-Malik al-Mansur – „победоносен крал“. Въпреки страховете на кръстоносците, че той ще завладее и останалата част от графството или ще атакува и Антиохийското княжество, на Зенги се налага да се завърне в Мосул. През 1146 г. той отново обсажда Дамаск, но по време на обсадата е убит от франкски роб на име Яранкаш.
По-нататъшното развитие на графство Едеса е към постепенен залез, приключил със завладяването на графството през 1150 г. от мюсюлманските войски на Нур ад-Дин Зенги. Последният граф на Едеса Жослен II умира в плен през 1159 г., а съпругата му продава последните останали за графството земи около Турбесел на византийския император Мануил I Комнин. Така графство Едеса изчезва от картата, след като е била първата създадена и първата унищожена кръстоносна държава.
Макар уязвимостта на графството да е известна отдавна, неговата загуба е шок за християните. Скоро в Европа започват призиви за кръстоносен поход и през 1145 папа Евгений III издава булата Quantum praedecessores, поставила началото на Втория кръстоносен поход
.

## Списък на графовете на Едеса през периода 1098 – 1150
- Балдуин I 1098 – 1100;
- Балдуин II 1100 – 1118;
  - Регентство на Танкред Галилейски и Ришар Салернски – 1104 – 1108;
- Жослен I 1118 – 1131;
- Жослен II 1131 – 1150 (умира през 1159);
- Жослен III, само носи титлата след 1159 г.